# Hans Belting
Hans Belting (Andernach, 7 de julio de 1935-10 de enero de 2023) fue un historiador del arte alemán, reconocido especialista sobre el arte medieval y renacentista, la teoría de las imágenes y el arte contemporáneo.

## Trayectoria
Hans Belting estudió en las universidades de Maguncia (Maguncia) y de Roma. Hizo su doctorado en historia del arte en la Universidad de Maguncia. Luego trabajó en Dumbarton Oaks (Universidad de Harvard), Washington.[cita requerida]
De regreso a Alemania, Belting logró una plaza de profesor en la Universidad de Hamburgo en 1966. Más tarde, fue profesor de historia del arte en la Universidad de Heidelberg, y luego miembro de la Academia de las Ciencias de esta última ciudad, y asimismo Wissenschaftskolleg vitalicio en Berlín.[cita requerida]
Entre 1980 y 1992 fue profesor de la  Ludwig-Maximilians-Universität de Múnich. Finalmente, desde 1992 hasta su retiro en 2002, dio clases en el Instituto de Historia del Arte y de Teoría en el centro estatal de diseño de medios en Karlsruhe, que él ayudó a fundar. Una vez jubilado, dirigió el Centro Internacional de Investigaciones en Viena desde octubre de 2004 hasta finales de septiembre de 2007. Perteneció al patronato de la Fundación Ludwig de esta última ciudad.[cita requerida]

## Balance
Siendo un especialista sobre el arte medieval y renacentista —con importantes y novedosas monografías (La imagen y su público en la Edad Media, Giovanni Bellini, Imagen y culto)—, Belting, sin embargo, es también un original estudioso de la teoría de las imágenes, ya que ha tomado en consideración extensamente su peso en los medios de comunicación y en el arte contemporáneo con argumentos novedosos. 
Pues, según nos muestra, la tradición religiosa de las imágenes —con todo lo que de irreductible tiene, en apariencia, para las creencias—, puede verse como un preludio para analizar la complejidad del uso de imágenes muy dispares, y en muy distintos contextos, a lo largo de la modernidad.

## Obras
- Das illuminierte Buch in der spätbyzantinischen Gesellschaft, C. Winter, Heidelberg, 1970. ISBN 978-3-533-02123-0
- Das Bild und sein Publikum im Mittelalter: Form und Funktion früher Bildtafeln der Passion, Berlín, 1981. ISBN 978-3-7861-1307-2
- Giovanni Bellini. Pietà, Fischer, Fráncfort, 1985. ISBN 978-3-596-23927-6
- Imagen y culto, Akal, 2009 ISBN 978-84-460-1331-0 (or. Bild und Kult. Eine Geschichte des Bildes vor dem Zeitalter der Kunst, Múnich, 1990)
- Antropología de la imagen, Katz, 2009 ISBN 978-84-96859-79-1 (or. Bild-Anthropologie: Entwürfe für eine Bildwissenschaft, Múnich, Fink, 2001)
- La vraie image, Gallimard, 2007, or. Múnich, 2005
- ¿Qué es una obra maestra?, Crítica, 2002 ISBN 978-84-8432-391-4
- El Bosco: el jardín de las delicias, Abada, 2009 ISBN 978-84-96775-45-9